# Теплиця (притока Турця)
Теплиця (словац. Teplica) — річка в Словаччині, права притока Турца, протікає в окрузі Турчянське Тепліце.
Довжина — 27.5 км.
Бере початок в масиві Велика Фатра — її частині Брална Фатра — на висоті 1000 метрів. Протікає містом Турчянске Тепліце і селом Мали Чепчін.
Впадає у Турєц біля села Язерніца на висоті 443 метри.